# 国東六郷満山霊場
国東六郷満山霊場（くにさきろくごうまんざんれいじょう）は、大分県北東部の国東半島にある33の寺院からなる霊場である。国東半島霊場、国東半島三十三箇所とも呼ばれる。

## 概要
国東半島では、古代から、六郷満山と総称される天台宗の密教寺院が多く築かれ、大分県宇佐市の宇佐神宮を中心とする八幡信仰の影響を受けて神仏が習合した文化が栄えた。
国東六郷満山霊場は、六郷満山に数えられる寺院を中心に、国東半島に点在する33の寺院からなる霊場である。宇佐神宮との密接な歴史的関係のため、霊場巡りは、33ヶ寺に加えて、宇佐神宮を巡ることになっている。

## 霊場一覧
| 札所       | 山号     | 寺号     | 宗派・種別       | 霊場本尊                                                       | 所在地             |
| ---------- | -------- | -------- | ---------------- | -------------------------------------------------------------- | ------------------ |
| 第一番     | 大折山   | 報恩寺   | 六郷満山本山本寺 | 千手観音                                                       | 豊後高田市来縄     |
| 第二番     | 蓮華山   | 富貴寺   | 六郷満山本山末寺 | 阿弥陀如来                                                     | 豊後高田市田染蕗   |
| 第三番     | 日野山   | 岩脇寺   | 六郷満山本山末寺 | 阿弥陀如来                                                     | 豊後高田市田染真木 |
| 第四番     | 馬城山   | 伝乗寺   | 六郷満山本山本寺 | 阿弥陀如来                                                     | 豊後高田市田染真中 |
| 第五番     | 今熊野山 | 胎蔵寺   | 六郷満山本山末寺 | 阿弥陀如来                                                     | 豊後高田市田染平野 |
| 第六番     | 良薬山   | 智恩寺   | 六郷満山本山本寺 | 薬師如来                                                       | 豊後高田市鼎       |
| 第七番     | 最勝山   | 妙覚寺   | 六郷満山本山末寺 | 釈迦如来                                                       | 豊後高田市荒尾     |
| 第八番     | 金剛山   | 長安寺   | 六郷満山中山本寺 | 千手観世音菩薩                                                 | 豊後高田市加礼川   |
| 第九番     | 長岩屋山 | 天念寺   | 六郷満山中山本寺 | 聖観世音菩薩                                                   | 豊後高田市長岩屋   |
| 第十番     | 威王山   | 無動寺   | 六郷満山中山本寺 | 不動明王                                                       | 豊後高田市黒土     |
| 第十一番   | 大岩屋山 | 応暦寺   | 六郷満山中山本寺 | 千手観世音菩薩                                                 | 豊後高田市大岩屋   |
| 第十二番   | 唐渓山   | 弥勒寺   | 六郷満山中山末寺 | 弥勒菩薩                                                       | 豊後高田市         |
| 第十三番   | 足曳山   | 両子寺   | 六郷満山中山本寺 | 千手観世音菩薩                                                 | 国東市安岐町両子   |
| 第十四番   | 杉山     | 瑠璃光寺 | 六郷満山末山末寺 | 薬師如来                                                       | 国東市安岐町糸永   |
| 第十五番   | 興国山   | 護聖寺   | 六郷満山中山本寺 | 聖観世音菩薩                                                   | 国東市安岐町朝来   |
| 第十六番   | 医王山   | 丸小野寺 | 六郷満山中山末寺 | 不動明王                                                       | 国東市武蔵町丸小野 |
| 第十七番   | 金剛山   | 報恩寺   | 六郷満山末山末寺 | 阿弥陀如来                                                     | 国東市武蔵町麻田   |
| 第十八番   | 小城山   | 寶命寺   | 六郷満山末山本寺 | 六観世音菩薩                                                   | 国東市武蔵町小城   |
| 第十九番   | 吉水山   | 福昌寺   | 六郷満山本山本寺 | 釈迦如来                                                       | 宇佐市両戒         |
| 第二十番   | 夷山     | 霊仙寺   | 六郷満山末山本寺 | 千手観世音菩薩                                                 | 豊後高田市夷       |
| 第二十一番 | 夷山     | 実相院   | 六郷満山中山分   | 不動明王                                                       | 豊後高田市夷       |
| 第二十二番 | 西方山   | 清浄光寺 | 六郷満山末山本寺 | 阿弥陀如来                                                     | 国東市             |
| 第二十三番 | 補陀洛山 | 千燈寺   | 六郷満山中山本寺 | 千手観世音菩薩                                                 | 国東市国見町千燈   |
| 第二十四番 | 野田山   | 平等寺   | 六郷満山中山末寺 | 釈迦如来                                                       | 国東市             |
| 第二十五番 | 峨眉山   | 文殊仙寺 | 六郷満山末山本寺 | 文殊菩薩                                                       | 国東市国東町大恩寺 |
| 第二十六番 | 石立山   | 岩戸寺   | 六郷満山末山本寺 | 薬師如来                                                       | 国東市国東町岩戸寺 |
| 第二十七番 | 久保山   | 長慶寺   | 天台宗           | 准胎観世音菩薩                                                 | 国東市             |
| 第二十八番 | 治地山   | 大聖寺   | 天台宗           | 不動明王                                                       | 国東市             |
| 第二十九番 | 龍下山   | 成佛寺   | 六郷満山末山本寺 | 不動明王                                                       | 国東市国東町成仏   |
| 第三十番   | 大嶽山   | 神宮寺   | 六郷満山末山本寺 | 不動明王                                                       | 国東市国東町横手   |
| 第三十一番 | 参社山   | 行入寺   | 六郷満山末山本寺 | 不動明王                                                       | 国東市国東町横手   |
| 第三十二番 | 妙徳山   | 泉福寺   | 曹洞宗           | 釈迦如来                                                       | 国東市国東町横手   |
| 第三十三番 | 赤松山   | 願成就寺 | 六郷満山末山末寺 | 妙見菩薩                                                       | 速見郡日出町藤原   |
| 番外       | —        | 宇佐神宮 | 八幡宮総本社     | 応神天皇（一の御殿） 比売大神（二の御殿） 神功皇后（三の御殿） | 宇佐市南宇佐       |

- 「宗派・種別」の欄の、六郷満山の本山・中山・末山、本寺・末寺の区別については、六郷満山参照。
- 宇佐神宮については、寺号の欄は神社名、霊場本尊の欄は祭神。